# الاتحاد الدولي للصيدلة
الاتحاد الصيدلاني الدولي أو اتحاد الصيادلة العالمي (بالفرنسية: Fédération Internationale Pharmaceutique)‏ ومختصره FIP هو اتحاد دولي للمنظمات الوطنية التي تمثل الصيادلة وعلماء الأدوية. تأسس سنة 1912م ومقرها في لاهاي في هولندا.

## روابط خارجية
- الموقع الرسمي